# ラジオ・ベルリン・インターナショナル

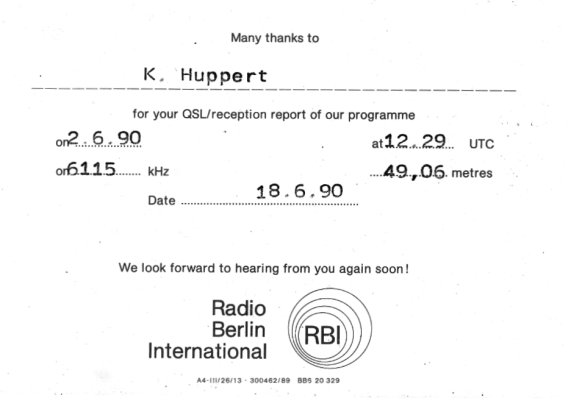
ベリカード

ラジオ・ベルリン・インターナショナル（英語：Radio Berlin International、略称：RBI）は、ドイツ民主共和国（東ドイツ）にかつて存在した国際放送局である。

## 概説
ドイツ連邦共和国（西ドイツ）の国際放送局ドイチェ・ヴェレに対抗して1959年5月に放送を開始した。放送内容は、東ドイツの情報と報道が中心で、社会主義国での生活に関して非常に専門的で（他の東欧諸国の放送局と比較して）遥かにバランスのとれた観点であった。聴取者には、非常に上質でカラフルな東ドイツでの生活に関する広報資料が大量に送られた。
ドイツ再統一前日の1990年10月2日に RBI は閉局し、その最後に行なわれた放送は、ドイチェ・ヴェレによる「統一」よりも「乗っ取り」に対する職員の悔しさに満ちていた。
英語、フランス語、デンマーク語など、数多くの言語で、各国の共産党から派遣されてきたアナウンサー達によって放送が行なわれ、冷戦期における代表的な国際放送局の一つであった。1970年から1974年までは、03:00 から 06:00 まで Radio North Sea International が再放送を行なっていた。